# Либман, Михаил Львович
Михаил Львович Либман (род. 13 апреля 1957, Петрозаводск) — советский и израильский композитор, пианист.
Член союза композиторов России, член союза композиторов Израиля. Сочинения М. Л. Либмана отмечены премией премьер-министра Израиля (2006).
В 1972—1976 годах учился в Петрозаводском музыкальном училище имени К. Э. Раутио по классу фортепиано у преподавателя Л. Е. Куцовской и классу композиции преподавателя Э. Н. Патлаенко.
В 1976—1981 годах — на композиторском отделении Московской государственной консерватории им. П. И. Чайковского по классу композиции А. И. Пирумова, инструментовки Ю. А. Фортунатова и теоретическим дисциплинам Ю. Н. Холопова.
В 1982—1988 годах — преподаватель Петрозаводской государственной консерватории.
С 1991 года проживает в Израиле.
Работает в традиции «расширенных техник», развивая возможности конвенциональных инструментов. С 1997 года работает со струнными инструментами, описал мультифоническую технику у альта, виолончели и контрабаса.

## Сочинения
- Соната для тромбона и фортепиано (1979)
- Трио для трубы, ударных и фортепиано (1979)
- «Эскиз» для кларнета и фортепиано (1980)
- «De profundis» для органа (1980)
- Оратория «Калевала» (1981)
- Фуга для скрипки (1982)
- 3 этюда для контрабаса (1982)
- «Рунопевец», фольк-рок опера по эпосу «Калевала» (1982—1987)
- Концерт для скрипки и оркестра (1985)
- «Зеркало Одиночества», мистерия (1987, первая версия)
- «Закулисная музыка», квартет для медных инструментов (1988)
- «Калейдоскоп», трио для кларнета, скрипки и фортепиано (1989)
- «Эманации 1» для квинтета ударных (1991)
- «Отражения времени» для камерного ансамбля (1992)
- «Эманации 2» для камерного ансамбля (1993)
- «Молитва», трио для флейты, кларнета и фортепиано (1997)
- Соната для альта (1997)
- «Движение Покоя» для виолончели (1998)
- Соната для контрабаса (1999)
- «Генезис» для квартета духовых и струнных (2002)
- «Тель-авивские ночи» для гитары (2003)
- «Та-ка-та» для флейты (2003)
- «Слэп» для фортепиано (2005)
- «Зеркало Одиночества», мистерия (опера-балет) по «Поэме без героя» А. А. Ахматовой, включая отрывки из сочинений М. А. Кузмина, О. Э. Мандельштама, М. И. Цветаевой и Б. Л. Пастернака (2000—2011, вторая версия)
- «Бинарности» для струнного оркестра (2013)
- Оркестровка Баллады № 4 Шопена для большого оркестра (1997)

Его сочинения исполнялись на фестивалях «Альтернатива», «Московская осень», «Музыка друзей» в Москве; «Фестиваль русской музыки» в Тальбурге (Бельгия); «Кфар блюм», «Бьенале» в Израиле; «Фестиваль новой музыки» в Виннипеге (Канада). Среди исполнителей его сочинений — Франсез Мари Уитти, Марк Пекарский, Владимир Понькин.

## Публикации
- Michael Liebman. New Sounds for Cello and Double Bass («Новые звуки для виолончели и контрабаса»). Kompozitor Publishers, Moscow, 2010.[3][4][5][6]
- M. Liebman. Multiphonics Neue Moglichkeiten im Cellospiel (Multiphonics, New Possibilities in Cello Playing), Das Orchester 4, 14—19 (2001).

## Нотные издания
- ליבמן, מיכאל Movement of repose: for cello solo. Tel-Aviv: Israeli Music Center, 1998.